# Loš zvuk (glazbeni sastav, Pula-Zagreb)
Loš zvuk je hrvatski punk-novovalni sastav s članovima iz Pule i Zagreba.

## Povijest
Povijest počinje raspadom grupe Top (Valter Dobrilović Buco – gitara, Milenko Piuko – bubnjevi, Darko Vučinić - bas gitara i vokal i Igor Štoković – klavijature). Basist Darko Vučinić (Vule, Vučko) iz Pule otišao je studirati u Zagreb. Listopada 1977. osnovao je sastav Loš zvuk. Njegov sugrađanin Vlado Mladin bio je bubnjar, a zagrebačku polovicu činili su gitarist Vlado Borić i klavijaturist Ivica Dolinar. Potkraj godine prijavili su se na Zaječarsku gitarijadu, na kojem su prolaskom u finale otvorili si put uspjeha. U godinu dana gostovali su po televizijskim i radijskim programima i često nastupali. Izdavačka kuća Suzy ponudila im je ugovor za singlicu. Snimili su ju 23. ili 24. travnja 1979. godine u tada glasovitom novovalnom studiju JM Sound. Na singlici su bile Vučkove pjesme Mi smo divna omladina i Dobro veče dobri čovječe. Time je preko pulskih članova Pula dobila svoje prvo novovalno i punk i novovalno diskografsko izdanje. Tri dana poslije ponudili su im na koncertu u Kineskom paviljonu na Zagrebačkom velesajmu trogodišnji ugovor, što je odbila potpisati zagrebačka polovica te je to otpalo. Na mjesto gitarista došao je Puljanin Rikardo Novak Riki. Loš zvuk odsvirao je još samo dva koncerta, na pulskom rukometnom igralištu ljeti te u listopadu na rock festivalu u Celju. Od drugog dijela Milenka i Valtera nastali su prvi pulski punk sastav Problemi.

## Vanjske poveznice
- Discogs